# Широкий Яр (Харьковская область)
Широкий Яр (укр. Широкий Яр) — село, Александровский сельский совет, Золочевский район, Харьковская область, Украина.
Код КОАТУУ — 6322680505. Население по переписи 2001 года составляет 21 (11/10 м/ж) человек.

## Географическое положение
Село Широкий Яр находится на берегу реки Гайворонка (Грайворонка) в месте впадения в него правого притока — Широкого яра; выше по течению на расстоянии в 3 км расположено село Лютовка, ниже по течению примыкает к сёлам Завадское и Александровка.
Рядом с селом проходит автомобильная дорога Т-2103.

## История
- Дата основания «1700 год» для всех сёл, входивших Александровский сельский совет: Завадское, Скорики, Тимофеевка и Широкий Яр, взята со старого сайта Верховной Рады и является неверной. Это возможная дата основания Кленово-Новосёловки (Александровки).
- Широкого яра в 1860-х годах[5] ни как хутора, ни как села не существовало.[5]
- После 1869 года — дата основания.[5]